# Laramie (Wyoming)
Laramie er en amerikansk by og administrativt centrum i det amerikanske county Albany County i staten Wyoming. I 2000 havde byen et indbyggertal på 27.204.

## Ekstern henvisning
- Laramies hjemmeside (engelsk)

41°18′40″N 105°35′37″V / 41.3111°N 105.5936°V